# Os Filhos de Anansi
Os Filhos de Anansi (Anansi Boys) é um livro do escritor britânico Neil Gaiman, lançado em 2006 no Brasil pela editora Conrad e em Portugal, pela Presença incluído na coleção Via Láctea.
A história fala da vida de um homem normal, que tem sua vida transformada depois que descobre que é filho de Anansi e o pior, ele tem um irmão que herdou todos os poderes do pai. 
O conto é uma história que fala da superação de um homem simples frente ao maravilhoso e obscuro mundo dos deuses.
O livro foi lançado pela primeira vez em 2005 no Reino Unido e nos Estados Unidos e estreou-se em primeiro lugar na lista de best sellers do The New York Times. No ano seguinte venceu o Locus Award e o British Fantasy Society Award.

## Resumo
Os Filhos de Anansi segue a história de Charles "Fat Charlie" Nancy, um londrino tímido e sem ambições cuja vida dá uma reviravolta depois de receber as notícias da morte do pai na Flórida. O excêntrico Sr. Nancy, que sempre ofuscou Fat Charlie morre de forma tipicamente embaraçosa ao sofrer um ataque cardíaco fatal enquanto serenava uma jovem mulher no palco de um bar de karaoke.
Fat Charlie vê-se forçado a pedir dispensa da Graham Coats Agency onde trabalha e viaja para a Flórida para assistir ao funeral. Depois, enquanto se discute a questão da herança do Sr. Nancy, a Sra. Callyanne Higgler, uma velha amiga dele, revela a Fat Charlie que o Sr. Nancy era a encarnação do deus das aranhas africano Ananse e é daí que vem o seu nome. A razão pela qual Charlie parece não ter herdado os poderes do pai prende-se ao facto de estes terem passado para um irmão até ali desconhecido. Callyanne informa Charlie que para contactar o seu irmão, basta enviar um convite através de uma aranha. Charlie não fica muito convencido e, após regressar a Inglaterra esquece-se da maioria do que Callyanne lhe conta até que, numa noite em que fica embriagado, sussurra a uma aranha que gostaria que o seu irmão lhe fizesse uma visita.
Na manhã seguinte, o seu irmão charmoso e bem vestido, Spider, visita-o e fica chocado ao descobrir que o seu pai está morto. Assim que sabe da notícia, Spider entra numa fotografia da sua casa de infância. Charlie vai trabalhar, ainda que fique bastante confuso com o desaparecimento súbito do irmão.
Nessa noite, Spider regressa a casa de Charlie bastante abalado com a morte de Ananse e com o facto de não se ter apercebido disso. Para afogarem as mágoas, os dois irmãos ficam embriagados numa note recheada de vinho, mulheres e música. Apesar de Charlie não cantar, nem se envolver com outras mulheres, ele fica suficientemente bêbado para dormir durante a maioria do dia seguinte. Spider acaba por aparecer no local de trabalho de Charlie e fazer-se passar por ele sem que ninguém se aperceba da troca. Durante o tempo que passa na Graham Coats Agency, Spider descobre que a empresa tem andado a roubar os seus clientes e consegue ganhar o afeto da noiva de Charlie, Rosie Noah.
Spider, disfarçado de Charlie, revela a informação que descobriu sobre os crimes financeiros da empresa a Grahame Coats durante uma reunião que este convoca para despedir Charlie. Ao descobrir o que o suposto Charlie sabe sobre estes crimes, Grahame atrasa a demissão do seu empregado. Quando o verdadeiro Charlie se volta a encontrar com Grahame este oferece-lhe uma grande quantia de dinheiro e umas férias e, assim que este sai do escritório, Grahame muda todos os registos da empresa para fazer parecer que foi Charlie quem cometeu os crimes financeiros. Abatido pela perda da sua noiva, Charlie aproveita as férias para regressar à Flórida e pede ajuda a Mrs. Higgler e a três das suas amigas igualmente excêntricas e idosas para expulsar Spider da sua vida. Uma vez que elas não podem fazer nada para resolver essa situação, enviam-no para o "início do mundo", uma residência de deuses antigos parecidos com o seu pai, sendo que cada um deles representa um animal. Aí, ele encontra o temível Tigre, a excêntrica Hiena e o ridículo Macaco, entre outros. Nenhum se mostra disposto a ajudar o filho do trapaceiro que os tinha embaraçado. Por fim, ele conhece a Mulher Pássaro que aceita ajudá-lo através de um acordo: uma troca entre as suas penas com poder pela "linhagem de Ananse".

## Prémios e nomeações
Os Filhos de Anansi venceu os prémios Locus,[2] Mythopoeic, YALSA ALEX,[3] e British Fantasy]][4] em 2006. Apesar de o romance ter conseguido reunir votos suficientes para uma nomeação para os prémios Hugo desse ano, Neil Gaiman recusou-a uma vez que já tinha "vencido três prémios Hugo" e achou que "seria melhor incluir mais nomes na lista que não fossem o meu" .[5][6]

## Adaptações
Em 2007, o romance foi adaptado para a rádio por Mike Walker. A produção foi transmitida em 17 de novembro de 2007 na BBC World Service e contou com Lenny Henry nos papeis de Fat Charlie e de Spider, Matt Lucas como Grahame Coats e Tigre e Rudolph Walker como Ananse. Neil Gaiman afirmou não ter gostado desta adaptação devido ao facto de terem reduzido o tempo de transmissão para uma hora, o que, segundo o autor, fez com que a produção perdesse qualidade.
Atualmente a BBC está a desenvolver uma adaptação do romance para a televisão.

A Amazon Studios está desenvolvendo uma série para sua plataforma de streaming, o Prime Video, estrelada por Delroy Lindo e Malachi Kirby. A série Os Filhos de Anansi (Anansi Boys) conta a história de Charlie Nancy, interpretado por Kirby, às vezes chamado de “Fat Charlie”, apelido que seu pai o atribuiu na infância (apesar de Charlie não ser gordo). Ele é um jovem que está acostumado a ser envergonhado pelo patriarca distante, mas quando seu pai morre, Charlie descobre que ele era Anansi (Delroy Lindo), o deus trapaceiro das histórias, além de descobrir que tem um irmão, Spider (também interpretado por Kirby), que está entrando em sua vida determinado a torná-la mais interessante, mas também muito mais perigosa.